# Scintilirajući skotom
Scintilirajući skotom ili svijetleći skotom je najčešća vizualna aura, koja prethodi migreni. Prvi ga je opisao liječnik Hubert Airy u 19. stoljeću. Tipični simptomi se pojavljuju postupno tokom 5 do 20 minuta i najčešće traju manje od 60 minuta, a slijedi glavobolja u obliku klasične migrene s aurom.
Može se pojaviti kao izolirani simptom bez glavobolje kod acefalgične migrene. Postoje različiti oblici, a najčešće započinje kao mrlja treptavog svjetla u centru vidnog polja i djelomično zasjeni područje vida. Nakon toga se skotom proširi u obliku jednog ili više svjetlucavih lukova bijelog ili raznobojnog svjetla. Može se postupno povećavati, postati jasniji i poprimiti vijugast oblik, kojeg nazivaju i fortifikacijskim spektrom, jer podsjeća na obrambeni zid neke utvrde gledan s visine. Može biti jednostran ili obostran.
Dok je skotom prisutan, čitanje je otežano, a vožnja automobila opasna. Normalan centralni vid može se povratiti nekoliko minuta prije iščeznuća skotoma s periferije vidnog polja.